# Fabian Himmelsbach
Fabian Himmelsbach, född 15 juni 1999, är en tysk alpin skidåkare som debuterade i världscupen den 29 januari 2019 i Schladming i Österrike. Han ingick i det tyska lag som blev trea i lagtävlingen i världscupen den 15 mars 2018 i Soldeu i Andorra.